# Othmar Spann
Othmar Spann (ur. 1 października 1878 w Altmannsdorf, zm. 8 lipca 1950 w Neustift bei Schlaining) – konserwatywny austriacki filozof, socjolog i ekonomista.

## Życiorys
Othmar Spann pochodził z przedmieść Wiednia. Studiował filozofię i politologię na uniwersytetach austriackich, szwajcarskich i niemieckich. W 1903 obronił doktorat z politologii na uniwersytecie w Tybindze, a w 1907 otrzymał habilitację w wyższej szkole technicznej w Brnie. Po tym fakcie zajął się nauczaniem, a wkrótce podjął także pracę w centralnej komisji statystycznej w Wiedniu. W czasie pierwszej wojny światowej służył w stopniu porucznika na froncie wschodnim, został ciężko raniony pod Lwowem i od 1916 został zatrudniony w Ministerstwie Wojny, gdzie zajmował się ekonomią wojenną. 
W 1919 Spann rozpoczął wykłady z dziedziny ekonomii w wydziale prawa na Uniwersytecie Wiedeńskim (uczył tam do 1938), gdzie zdobył sporą popularność wśród studentów. W 1933 został członkiem austriackiej Akademii Nauk. Był zdeklarowanym przeciwnikiem marksizmu i liberalizmu. Rozwijał teorię idealnego zdecentralizowanego państwa korporacyjnego, którą starał się zainteresować koła rządzące Austrii (teorię tę zawarł w Der wahre Staat, 1921). Głosił, że pojedyncza osoba podporządkowana jest społeczeństwu i może istnieć tylko jako część tego społeczeństwa. 
Te koncepcje spowodowały, że zaczął być uznawany pod koniec lat 20. ideologiem Heimwehry (jego idee miały też wpływ na konstytucję austriacką z 1934, przez samego Spanna jednak krytykowaną). W 1928 był współzałożycielem Związku Walki o Kulturę Niemiecką (Kampfbund für deutsche Kultur) - w ramach jego działalności za wzór przywoływał Adolfa Hitlera, widząc w jego ideach trzecią drogę, obok demokracji i marksizmu. W 1931 został jednak wykluczony ze Związku z powodu różnic ideologicznych z innymi przywódcami. Nadal jednak wspierał narodowy socjalizm, od końca lat 20. będąc członkiem austriackiej NSDAP, popierając palenie książek. Obawiał się jednak rozmiarów narastającego w Niemczech antysemityzmu, w związku z czym sam w 1935 został zaatakowany przez organy narodowosocjalistyczne, a po Anschlussie został odsunięty z uniwersytetu, a nawet uwięziony w Dachau. 
W 1945 starał się o powrót na uniwersytet, jednak bez powodzenia.